# Akcja Braun
Akcja Braun – akcja Armii Krajowej oddziału dywersji bojowej Kedywu Agat dokonana 13 grudnia 1943 roku na kierownika miejskiego urzędu kwaterunkowego Emila Brauna .

## Historia
Zadaniem Brauna w Warszawie było realizowanie niemieckiej polityki kwaterunkowej w mieście oraz tworzenie wydzielonych dzielnic niemieckich tylko dla Niemców, których urzeczywistnienie wymagało wyrzucanie Polaków z mieszkań. Braun był także autorem planu masowego wysiedlenia mieszkańców Warszawy.
W zamachu oprócz Brauna zabita została także towarzysząca mu kobieta – Polka oraz idący z nimi naczelny inżynier Warszawy Friedrich Pabst, którego zadaniem, po wysiedleniu mieszkańców Warszawy przez Brauna, była realizacja tzw. planu Pabsta – przebudowa Warszawy architektonicznie ograniczająca jej wielkość do 100 000 mieszkańców i zredukowanie jej do węzła komunikacyjnego .